# Мартынов, Иван Владимирович
Иван Владимирович Мартынов (род. 12 мая 1981) — российский дзюдоист, призёр чемпионатов России, мастер спорта России международного класса.

## Биография
Выпускник Академии МВД России и Московского государственного педагогического университета. Член сборной команды страны в 2000—2009 годах. С 2007 года тренер-преподаватель в клубе «Самбо-70», а с 2009 — тренер-преподаватель по дзюдо и самбо Первой московской гимназии.

## Спортивные результаты
- Чемпионат России 2000 года среди молодёжи — ;
- Чемпионат России 2002 года среди молодёжи — ;
- Чемпионат России по дзюдо 2006 года — ;
- Чемпионат России по дзюдо 2007 года — ;
- Чемпионат России по дзюдо 2008 года — ;
- Открытый Кубок Швейцарии 2008 года, Люцерн — ;